# Кармін

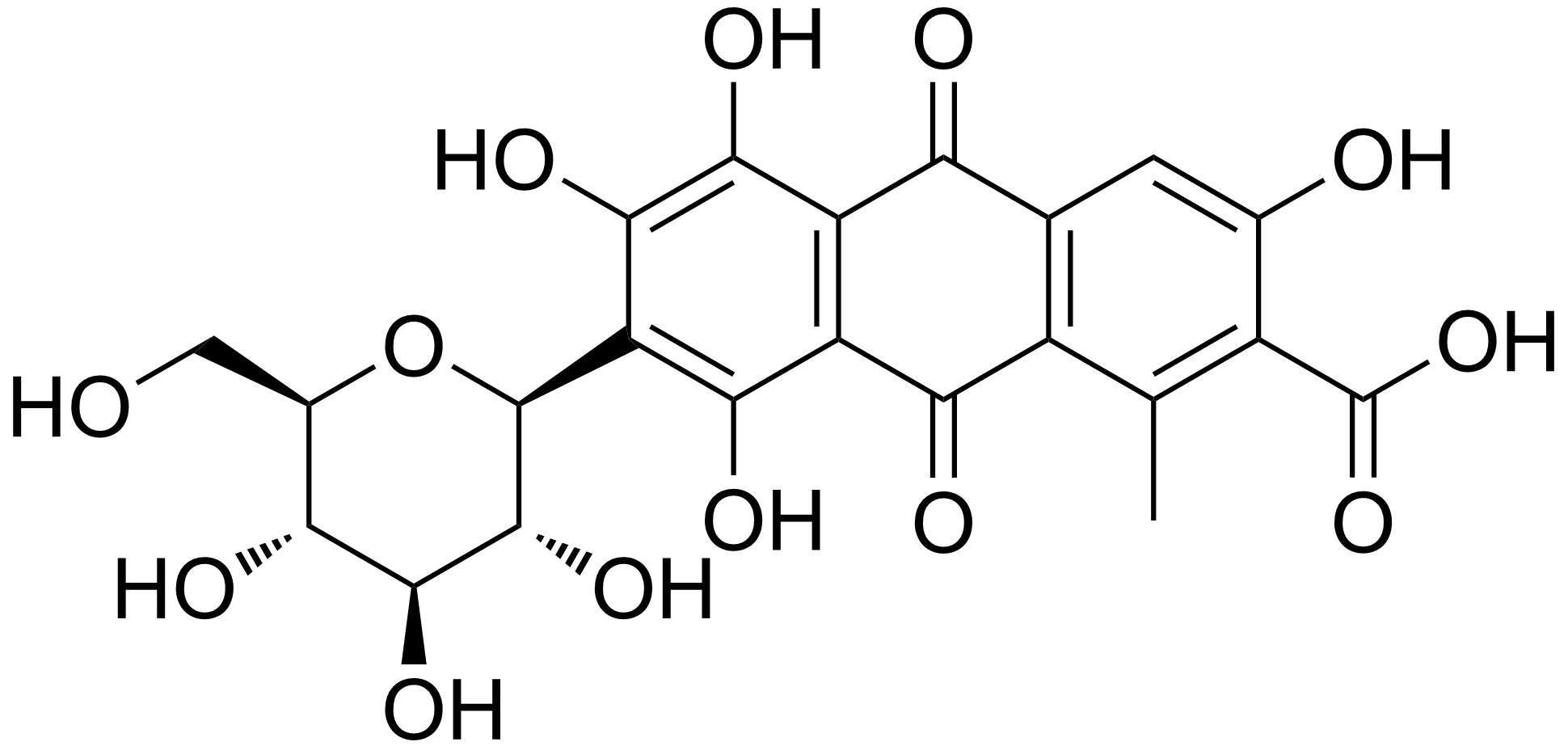
Структура

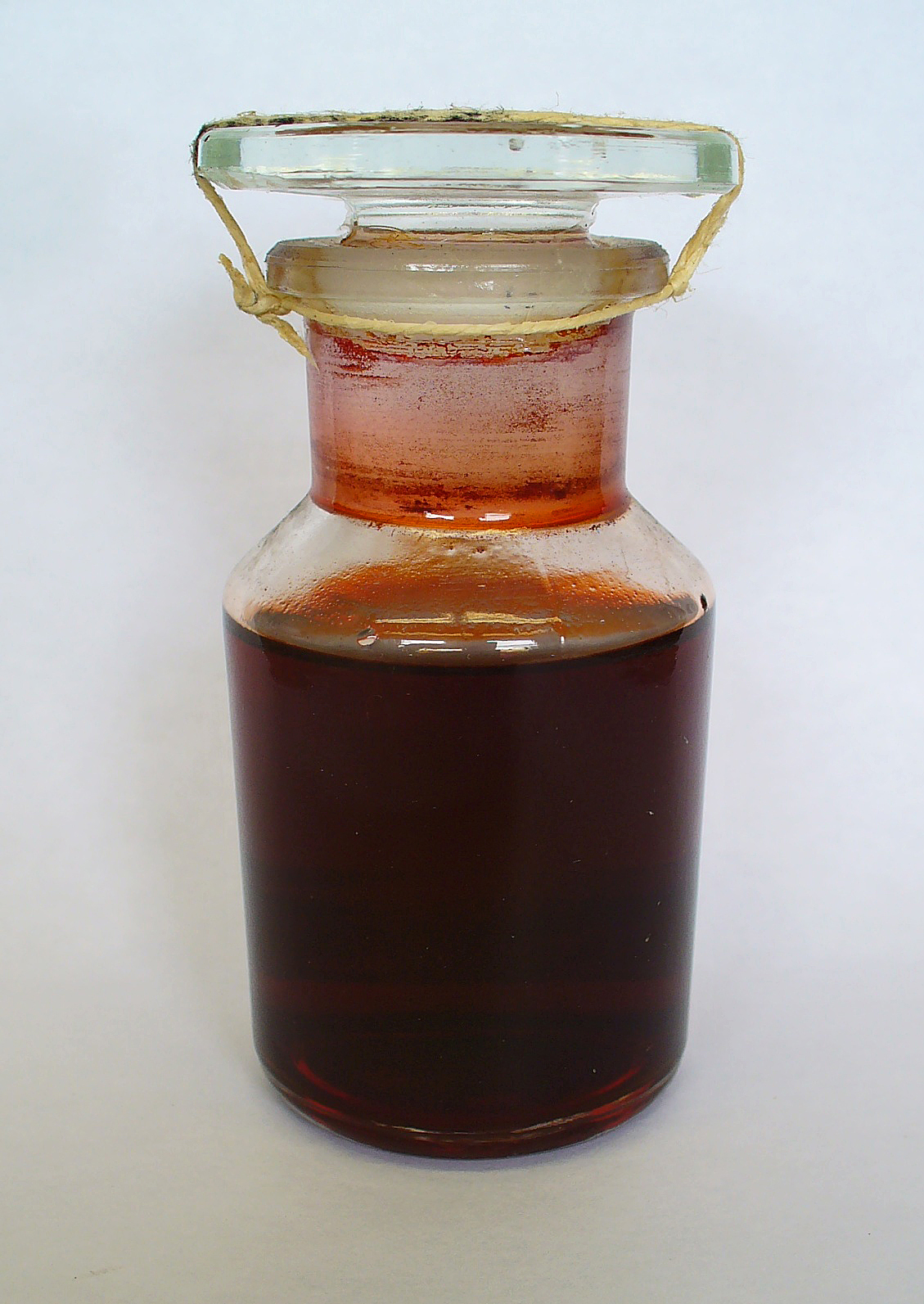
Пляшка з карміном

Кармі́н, кошеніль — барвник, отримуваний із кармінової кислоти, яку продукують самиці червця (Dactylopius coccus). Комах збирають у період, що передує відкладанню яєць. За допомогою жорсткої щітки або леза їх знімають з рослин, висушують і перемелюють. Отриманий порошок обробляють розчином аміаку або карбонату натрію, а потім фільтрують.
Цей барвник дав назву однойменному відтінку червоно-пурпурового кольору.
Кармін застосовують, аби надати забарвлення напоям, ковбасам, кондитерським виробам і десертам. Залежно від вмісту препарату барвника доза для різних продуктів становить 0,05 - 10 г/кг.

## Історія
В Україні для виготовлення червоного барвника у виробництві килимів використовували комаху кошеніль польська (Porphyrophora polonica).
У 2009 в ході судового розгляду з'явився домисел про те, що до складу харчових добавок Кока-Коли входить харчовий барвник кармін (E120). Компанія спростувала цей закид.
Замість E120 зараз використовують азобарвник E122.